# Sadurka (staw)
Sadurka lub Staw Sadurka – niewielki zbiornik wodny znajdujący się w Warszawie, w dzielnicy Włochy.

## Położenie
Staw leży w dzielnicy Włochy, w rejonie osiedla Okęcie, niedaleko ulicy Komitetu Obrony Robotników, w pobliżu siedziby Polskich Linii Lotniczych LOT. Znajduje się w bezpośrednim sąsiedztwie Lotniska Chopina, od którego oddziela go jedna z nieczynnych bocznic kolejowych portu lotniczego.
Program Ochrony Środowiska dla m. st. Warszawy na lata 2009–2012 z uwzględnieniem perspektywy do 2016 r. podaje, że staw położony jest na wysoczyźnie i ma powierzchnię wynoszącą 0,6867 ha. Według numerycznego modelu terenu udostępnionego przez Geoportal lustro wody zbiornika znajduje się na wysokości 104,5 m n.p.m.
W okolicy znajduje się niewielki park, w którym umieszczono tablice upamiętniające polskich żołnierzy poległych podczas szturmu na Okęcie w dniu 12 września 1939 r. oraz pracowników ówczesnych zakładów lotniczych zamordowanych przez Niemców w dniu 15 sierpnia 1942 r. W sąsiedztwie znajduje się także niewielka kapliczka poświęcona zmarłym w okresie powstania styczniowego 1863 r.

## Historia
Staw wziął swoją nazwę od rzeki Sadurki, która do XIX w. przepływała przez Warszawę, mając swoje źródło we Włochach lub Czystem (ok. 115 m n.p.m.). Staw jest jedną z nielicznych pozostałości po owej rzece; drugą jest Potok Służewiecki (ok. 110 m n.p.m.). Do dziś w południowo-wschodniej części stawu zachował się niewielki, kilkudziesięciometrowy fragment dawnego koryta rzeki.
W 1865 r. w pobliżu stawu wybudowano nieistniejący obecnie dwór szlachecki dla Łabęckich autorstwa architekta Bolesława Orłowskiego.

## Przyroda
W 2004 roku przeprowadzono badania, których wyniki potwierdziły występowanie w zbiorniku wodnym i jego okolicach: kaczki krzyżówki, kobczyka, sokoła wędrownego, przepiórki, derkacza, czajki, rycyka, srokosza i potrzeszcza.